# Bergsimpa
Bergsimpa (Cottus poecilopus) hör till familjen simpor i ordningen kindpansrade fiskar. Lever i sötvatten, men kan gå ut i bräckvatten.

## Utseende
Bergsimpan har ett kraftigt huvud med en stor, köttig mun och en bakåt avsmalnande kropp färgad i gråbrunt med mörkare fläckar. Den har två ryggfenor, varav den bakre är längst. Den är mycket lik stensimpan, men till skillnad från denna har den tydligt tvärstrimmiga bukfenor. Bergsimpan blir upp till 15 centimeter lång.

## Utbredning
I vattendrag och sjöar i Nordeuropa och norra Asien. Ostgräns är Nordkorea, sydgräns Dnjestrfloden. Fläckvis i Norge, Danmark, Sverige och Finland. Kan gå ut i områden i Östersjön med låg salthalt, som de inre delarna av Finska viken och nordligaste Bottenviken.

## Vanor
Bergsimpan är en bottenfisk som föredrar grunt vatten med god sikt. Går ner till djupare vatten under vintern. Födan utgörs av fiskägg och -yngel, maskar, insekter och kräftdjur. Livslängd minst 8 år.

## Fortplantning
Bergsimpan leker under senvinter till vår. Den är äggläggande, men har inre befruktning och parar sig med kloakerna tryckta mot varandra. Honan lägger upp till 150 ägg i en klump på bottnen. Efteråt vaktar hanen äggen, som kläcks efter 3 till 4 veckor. Bergsimpan blir könsmogen efter 2 till 3 år, ju sydligare desto tidigare.